# Serhi Danylchenko
Serhi Petrovych Danylchenko –en ucraniano, Сергій Петрович Данильченко– (Járkov, URSS, 27 de abril de 1974) es un deportista ucraniano que compitió en boxeo.
Participó en los Juegos Olímpicos de Sídney 2000, obteniendo una medalla de bronce en el peso gallo. Ganó una medalla de bronce en el Campeonato Mundial de Boxeo Aficionado de 2001 y una medalla de oro en el Campeonato Europeo de Boxeo Aficionado de 1998

## Palmarés internacional
| Juegos Olímpicos   | Juegos Olímpicos      | Juegos Olímpicos  | Juegos Olímpicos |
| Año                | Lugar                 | Medalla           | Categoría        |
| ------------------ | --------------------- | ----------------- | ---------------- |
| 2000               | Sídney (Australia)    | Medalla de bronce | 54 kg            |
| Campeonato Mundial |                       |                   |                  |
| Año                | Lugar                 | Medalla           | Categoría        |
| 2001               | Belfast (Reino Unido) | Medalla de bronce | 54 kg            |
| Campeonato Europeo |                       |                   |                  |
| Año                | Lugar                 | Medalla           | Categoría        |
| 1998               | Minsk (Bielorrusia)   | Medalla de oro    | 54 kg            |